# Campeonato de Primera C 2015 (Argentina)
El Campeonato de Primera C 2015 fue la octogésima segunda temporada de la categoría y la vigésimo novena de esta división como cuarta categoría del fútbol argentino en el orden de los clubes directamente afiliados a la AFA. Se inició el 13 de febrero y finalizó el 8 de diciembre.
Los nuevos participantes fueron: Cañuelas Fútbol Club, Club Social y Deportivo San Martín y Club Atlético San Miguel, ascendidos de la Primera D 2014.
Se consagró campeón el Club Atlético San Telmo, que logró así el ascenso a la Primera B, al igual que el Club Atlético Talleres, ganador del torneo reducido por el segundo ascenso. 
Se produjeron, también, dos descensos por promedio a la Primera D, a la vez que los 4 primeros de la tabla final de posiciones clasificaron para disputar la Copa Argentina 2015-16.

## Ascensos y descensos
| Descendidos de la Primera C 2014 |
| -------------------------------- |
| No hubo                          |

| Posición   | Ascendidos a la Primera C 2015 |
| ---------- | ------------------------------ |
| 1.° Zona A | Cañuelas                       |
| 1.° Zona B | San Martín (B)                 |
| Gan. Red.  | San Miguel                     |

| Posición   | Ascendidos a la Primera B 2015 |
| ---------- | ------------------------------ |
| 1.º Zona A | Defensores de Belgrano         |
| 1.º Zona B | Flandria                       |
| Gan. Red.  | Deportivo Riestra              |

| Descendidos de la Primera B 2014 |
| -------------------------------- |
| No hubo                          |

## Equipos participantes
| Equipo                   | Ciudad               | Estadio                          | Capacidad |
| ------------------------ | -------------------- | -------------------------------- | --------- |
| Argentino de Merlo       | Merlo                | Merlo                            | 11 000    |
| Argentino de Quilmes     | Quilmes              | Argentino de Quilmes             | 7000      |
| Berazategui              | Berazategui          | Norman Lee                       | 5500      |
| Cañuelas                 | Cañuelas             | José Alfredo Arín                | 2000      |
| Central Córdoba          | Rosario              | Gabino Sosa                      | 18 000    |
| Defensores de Cambaceres | Ensenada             | 12 de Octubre                    | 8500      |
| Defensores Unidos        | Zarate               | Gigante de Villa Fox             | 8000      |
| Deportivo Laferrere      | Laferrere            | Ciudad de Laferrere              | 13 000    |
| Dock Sud                 | Dock Sud             | De los Inmigrantes               | 8200      |
| Excursionistas           | Buenos Aires         | Excursionistas                   | 8000      |
| Ferrocarril Midland      | Libertad             | Ciudad de Libertad               | 6000      |
| General Lamadrid         | Buenos Aires         | Enrique Sexto                    | 3500      |
| J. J. de Urquiza         | Loma Hermosa         | Ramón Roque Martín               | 2500      |
| Juventud Unida           | San Miguel           | Ciudad de San Miguel             | 3200      |
| Luján                    | Luján                | Municipal de la Ciudad de Luján  | 4000      |
| Sacachispas              | Buenos Aires         | Beto Larrosa                     | 4000      |
| San Martín               | Burzaco              | Francisco Boga                   | 6500      |
| San Miguel               | Los Polvorines       | Malvinas Argentinas              | 9000      |
| San Telmo                | Dock Sud             | Dr. Osvaldo Baletto              | 5500      |
| Talleres (RdE)           | Remedios de Escalada | Talleres de Remedios de Escalada | 15 000    |

### Distribución geográfica de los equipos
| Provincia                                    | Región | Cant. | Equipos                                  |
| -------------------------------------------- | --- | ----- | ---------------------------------------- |
| Conurbano bonaerense (12)                    | Partido de Avellaneda | 2     | Dock Sud y San Telmo                     |
| Conurbano bonaerense (12)                    | [[Archivo:\|class=notpageimage noviewer\|20x20px\|border\|Bandera del Partido de Merlo]] Merlo                             | 2     | Argentino de Merlo y Ferrocarril Midland |
| Conurbano bonaerense (12)                    | [[Archivo:\|class=notpageimage noviewer\|20x20px\|border\|Bandera de Partido de Almirante Brown]] Almirante Brown          | 1     | San Martín (B)                           |
| Conurbano bonaerense (12)                    | [[Archivo:\|class=notpageimage noviewer\|20x20px\|border\|Bandera de Partido de Berazategui]] Berazategui                  | 1     | Berazategui                              |
| Conurbano bonaerense (12)                    | La Matanza | 1     | Deportivo Laferrere                      |
| Conurbano bonaerense (12)                    | [[Archivo:\|class=notpageimage noviewer\|20x20px\|border\|Bandera de Partido de Lanús]] Lanús                              | 1     | Talleres (RdE)                           |
| Conurbano bonaerense (12)                    | [[Archivo:\|class=notpageimage noviewer\|20x20px\|border\|Bandera del Partido de Malvinas Argentinas]] Malvinas Argentinas | 1     | San Miguel                               |
| Conurbano bonaerense (12)                    | [[Archivo:\|class=notpageimage noviewer\|20x20px\|border\|Bandera de Partido de Quilmes]] Quilmes                          | 1     | Argentino de Quilmes                     |
| Conurbano bonaerense (12)                    | Partido de San Miguel | 1     | Juventud Unida                           |
| Conurbano bonaerense (12)                    | Partido de Tres de Febrero                                                                                                 | 1     | J. J. de Urquiza                         |
| Ciudad de Buenos Aires (3)                   | Villa Soldati | 1     | Sacachispas                              |
| Ciudad de Buenos Aires (3)                   | Belgrano | 1     | Excursionistas                           |
| Ciudad de Buenos Aires (3)                   | Villa Devoto | 1     | General Lamadrid                         |
| Interior de la provincia de Buenos Aires (4) | [[Archivo:\|class=notpageimage noviewer\|20x20px\|border\|Bandera del Partido de Cañuelas]] Cañuelas                       | 1     | Cañuelas                                 |
| Interior de la provincia de Buenos Aires (4) | Partido de Luján | 1     | Luján                                    |
| Interior de la provincia de Buenos Aires (4) | Partido de Ensenada | 1     | Defensores de Cambaceres                 |
| Interior de la provincia de Buenos Aires (4) | Partido de Zárate | 1     | Defensores Unidos                        |
| Provincia de Santa Fe (1)                    | Rosario | 1     | Central Córdoba (R)                      |

## Formato

### Competición
Se disputó un torneo todos contra todos a dos ruedas, local y visitante, con un total de 38 fechas.

### Ascensos
El campeón del certamen y el vencedor del torneo reducido ascendieron a la Primera B.

### Descensos
Los equipos que ocuparon las dos últimas posiciones de la tabla de promedios descendieron a la Primera D.

### Clasificación a la Copa Argentina 2015-16
Los equipos que ocuparon los 4 primeros puestos de la tabla final de posiciones obtuvieron la clasificación a la Copa Argentina 2015-16.

## Tabla de posiciones final
| Pos  | Equipo                   | Pts | PJ | PG | PE | PP | GF | GC | Dif |
| ---- | ------------------------ | --- | -- | -- | -- | -- | -- | -- | --- |
| 01.º | San Telmo                | 70  | 38 | 19 | 13 | 6  | 44 | 27 | 17  |
| 02.º | Talleres (RdE)           | 65  | 38 | 18 | 11 | 9  | 64 | 39 | 25  |
| 03.º | Deportivo Laferrere      | 63  | 38 | 15 | 19 | 4  | 44 | 28 | 16  |
| 04.º | Central Córdoba (R)      | 60  | 38 | 15 | 15 | 8  | 47 | 34 | 13  |
| 05.º | Dock Sud                 | 58  | 38 | 16 | 10 | 12 | 47 | 42 | 5   |
| 06.º | Luján                    | 57  | 38 | 16 | 9  | 13 | 46 | 39 | 7   |
| 07.º | Berazategui              | 54  | 38 | 13 | 15 | 10 | 38 | 39 | -1  |
| 08.º | Argentino de Quilmes     | 53  | 38 | 13 | 14 | 11 | 50 | 44 | 6   |
| 09.º | San Miguel               | 53  | 38 | 14 | 11 | 13 | 54 | 56 | -2  |
| 10.º | J. J. de Urquiza         | 52  | 38 | 14 | 10 | 14 | 40 | 40 | 0   |
| 11.º | Argentino de Merlo       | 50  | 38 | 13 | 11 | 14 | 45 | 43 | 2   |
| 12.º | San Martín (B)           | 48  | 38 | 12 | 12 | 14 | 48 | 45 | 3   |
| 13.º | Excursionistas           | 48  | 38 | 13 | 9  | 16 | 35 | 49 | -14 |
| 14.º | Ferrocarril Midland      | 47  | 38 | 11 | 14 | 13 | 36 | 34 | 2   |
| 15.º | Cañuelas                 | 47  | 38 | 13 | 8  | 17 | 41 | 49 | -8  |
| 16.º | Defensores Unidos        | 45  | 38 | 12 | 9  | 17 | 40 | 44 | -4  |
| 17.º | Sacachispas              | 43  | 38 | 11 | 10 | 17 | 36 | 49 | -13 |
| 18.º | Juventud Unida           | 40  | 38 | 10 | 10 | 18 | 31 | 46 | -15 |
| 19.º | General Lamadrid         | 36  | 38 | 8  | 12 | 18 | 27 | 46 | -19 |
| 20.º | Defensores de Cambaceres | 34  | 38 | 8  | 10 | 20 | 28 | 48 | -20 |

|  |

|  |                                                                                       |
|  | Campeón. Ascendió a la Primera B y clasificó a la Copa Argentina 2015-16.             |
|  | Clasificados al torneo reducido por el segundo ascenso y a la Copa Argentina 2015-16. |
|  | Clasificado al torneo reducido por el segundo ascenso.                                |

### Evolución de las posiciones

#### Primera rueda
| Equipo / Fecha       |      |      |      |      |      |      |      |      |      |      |      |      |      |      |      |      |      |      |      |
| Equipo / Fecha       | 01   | 02   | 03   | 04   | 05   | 06   | 07   | 08   | 09   | 10   | 11   | 12   | 13   | 14   | 15   | 16   | 17   | 18   | 19   |
| -------------------- | ---- | ---- | ---- | ---- | ---- | ---- | ---- | ---- | ---- | ---- | ---- | ---- | ---- | ---- | ---- | ---- | ---- | ---- | ---- |
| Arg. de Merlo        | 09.º | 13.º | 16.º | 19.º | 20.º | 18.º | 19.º | 18.º | 15.º | 16.º | 15.º | 14.º | 10.º | 10.º | 12.º | 09.º | 09.º | 08.º | 08.º |
| Argentino de Quilmes | 09.º | 05.º | 02.º | 02.º | 04.º | 03.º | 02.º | 01.º | 01.º | 01.º | 01.º | 01.º | 01.º | 01.º | 01.º | 01.º | 04.º | 03.º | 03.º |
| Berazategui          | 13.º | 09.º | 05.º | 04.º | 01.º | 01.º | 01.º | 02.º | 03.º | 07.º | 07.º | 06.º | 06.º | 05.º | 05.º | 07.º | 05.º | 05.º | 06.º |
| Cañuelas             | 06.º | 07.º | 03.º | 01.º | 02.º | 05.º | 07.º | 09.º | 11.º | 12.º | 14.º | 13.º | 15.º | 16.º | 11.º | 16.º | 16.º | 14.º | 14.º |
| Central Córdoba (R)  | 09.º | 11.º | 07.º | 10.º | 16.º | 17.º | 12.º | 07.º | 06.º | 03.º | 02.º | 02.º | 02.º | 02.º | 02.º | 03.º | 03.º | 04.º | 04.º |
| Def. Unidos          | 15.º | 14.º | 17.º | 20.º | 17.º | 13.º | 17.º | 17.º | 18.º | 19.º | 19.º | 18.º | 14.º | 15.º | 17.º | 14.º | 15.º | 16.º | 16.º |
| Def. de Cambaceres   | 13.º | 20.º | 14.º | 08.º | 14.º | 09.º | 13.º | 15.º | 16.º | 18.º | 18.º | 19.º | 20.º | 20.º | 20.º | 20.º | 19.º | 19.º | 20.º |
| Dep. Laferrere       | 09.º | 11.º | 15.º | 17.º | 12.º | 15.º | 16.º | 12.º | 09.º | 06.º | 06.º | 05.º | 05.º | 07.º | 07.º | 06.º | 07.º | 06.º | 07.º |
| Dock Sud             | 20.º | 17.º | 18.º | 14.º | 07.º | 12.º | 06.º | 05.º | 07.º | 04.º | 04.º | 03.º | 04.º | 03.º | 03.º | 05.º | 02.º | 01.º | 02.º |
| Excursionistas       | 15.º | 18.º | 13.º | 06.º | 05.º | 08.º | 10.º | 14.º | 14.º | 14.º | 13.º | 15.º | 16.º | 12.º | 09.º | 13.º | 14.º | 15.º | 15.º |
| Midland              | 06.º | 07.º | 11.º | 11.º | 15.º | 19.º | 14.º | 10.º | 13.º | 15.º | 12.º | 09.º | 11.º | 11.º | 13.º | 12.º | 11.º | 10.º | 13.º |
| General Lamadrid     | 06.º | 01.º | 04.º | 03.º | 08.º | 04.º | 05.º | 08.º | 12.º | 11.º | 17.º | 16.º | 17.º | 17.º | 18.º | 18.º | 17.º | 17.º | 17.º |
| J. J. de Urquiza     | 04.º | 05.º | 10.º | 14.º | 10.º | 06.º | 09.º | 06.º | 05.º | 09.º | 09.º | 10.º | 08.º | 08.º | 08.º | 11.º | 10.º | 11.º | 10.º |
| Juventud Unida       | 15.º | 19.º | 20.º | 18.º | 19.º | 20.º | 20.º | 20.º | 20.º | 20.º | 20.º | 20.º | 19.º | 19.º | 16.º | 17.º | 18.º | 18.º | 18.º |
| Luján                | 02.º | 03.º | 09.º | 13.º | 09.º | 11.º | 15.º | 16.º | 17.º | 13.º | 11.º | 12.º | 13.º | 14.º | 15.º | 15.º | 13.º | 12.º | 11.º |
| Sacachispas          | 18.º | 15.º | 19.º | 16.º | 18.º | 14.º | 18.º | 19.º | 19.º | 17.º | 16.º | 17.º | 18.º | 18.º | 19.º | 19.º | 20.º | 20.º | 19.º |
| San Martín           | 01.º | 02.º | 08.º | 09.º | 11.º | 16.º | 11.º | 13.º | 10.º | 05.º | 05.º | 07.º | 09.º | 09.º | 10.º | 08.º | 08.º | 09.º | 12.º |
| San Miguel           | 04.º | 10.º | 06.º | 07.º | 13.º | 07.º | 08.º | 11.º | 08.º | 10.º | 10.º | 11.º | 12.º | 13.º | 14.º | 10.º | 12.º | 13.º | 09.º |
| San Telmo            | 02.º | 03.º | 01.º | 05.º | 02.º | 02.º | 03.º | 03.º | 04.º | 08.º | 08.º | 08.º | 07.º | 06.º | 06.º | 04.º | 06.º | 07.º | 05.º |
| Talleres (RdE)       | 18.º | 15.º | 12.º | 12.º | 06.º | 10.º | 04.º | 04.º | 02.º | 02.º | 03.º | 04.º | 03.º | 04.º | 04.º | 02.º | 01.º | 02.º | 01.º |

| 1. 2. 3. 4. |

#### Segunda rueda
| Equipo / Fecha       |      |      |      |      |      |      |      |      |      |      |      |      |      |      |      |      |      |      |      |
| Equipo / Fecha       | 20   | 21   | 22   | 23   | 24   | 25   | 26   | 27   | 28   | 29   | 30   | 31   | 32   | 33   | 34   | 35   | 36   | 37   | 38   |
| -------------------- | ---- | ---- | ---- | ---- | ---- | ---- | ---- | ---- | ---- | ---- | ---- | ---- | ---- | ---- | ---- | ---- | ---- | ---- | ---- |
| Argentino de Merlo   | 08.º | 10.º | 09.º | 09.º | 09.º | 08.º | 09.º | 09.º | 11.º | 10.º | 10.º | 11.º | 12.º | 11.º | 12.º | 13.º | 11.º | 10.º | 11.º |
| Argentino de Quilmes | 02.º | 04.º | 07.º | 07.º | 07.º | 04.º | 06.º | 06.º | 05.º | 06.º | 07.º | 09.º | 10.º | 10.º | 08.º | 08.º | 07.º | 06.º | 08.º |
| Berazategui          | 05.º | 02.º | 03.º | 03.º | 06.º | 06.º | 07.º | 07.º | 08.º | 09.º | 09.º | 07.º | 07.º | 09.º | 09.º | 09.º | 09.º | 09.º | 07.º |
| Cañuelas             | 15.º | 18.º | 19.º | 17.º | 18.º | 15.º | 14.º | 14.º | 12.º | 13.º | 13.º | 10.º | 09.º | 08.º | 10.º | 10.º | 12.º | 13.º | 15.  |
| Central Córdoba (R)  | 03.º | 05.º | 02.º | 05.º | 03.º | 05.º | 04.º | 04.º | 03.º | 03.º | 04.º | 02.º | 02.º | 02.º | 02.º | 03.º | 04.º | 04.º | 04.º |
| Defensores Unidos    | 14.º | 13.º | 15.º | 15.º | 15.º | 17.º | 18.º | 17.º | 18.º | 17.º | 17.º | 15.º | 15.º | 16.º | 17.º | 17.º | 15.º | 17.º | 16.º |
| Def. de Cambaceres   | 18.º | 20.º | 20.º | 20.º | 19.º | 20.º | 19.º | 20.º | 19.º | 20.º | 20.º | 20.º | 20.º | 20.º | 20.º | 20.º | 20.º | 19.º | 20.º |
| Deportivo Laferrere  | 07.º | 07.º | 06.º | 04.º | 02.º | 02.º | 02.º | 03.º | 04.º | 04.º | 03.º | 03.º | 03.º | 03.º | 04.º | 04.º | 02.º | 02.º | 03.º |
| Dock Sud             | 04.º | 06.º | 05.º | 06.º | 04.º | 07.º | 05.º | 05.º | 07.º | 05.º | 06.º | 06.º | 06.º | 05.º | 06.º | 06.º | 05.º | 05.º | 05.º |
| Excursionistas       | 16.º | 15.º | 13.º | 14.º | 13.º | 13.º | 15.º | 15.º | 13.º | 15.º | 15.º | 17.º | 16.º | 14.º | 16.º | 15.º | 16.º | 14.º | 13.º |
| Ferrocarril Midland  | 13.º | 14.º | 14.º | 13.º | 12.º | 14.º | 13.º | 13.º | 15.º | 14.º | 14.º | 16.º | 17.º | 17.º | 14.º | 16.º | 17.º | 15.º | 14.º |
| General Lamadrid     | 19.º | 16.º | 16.º | 16.º | 17.º | 19.º | 20.º | 18.º | 16.º | 19.º | 19.º | 19.º | 19.º | 19.º | 19.º | 19.º | 19.º | 20.º | 19.º |
| J. J. de Urquiza     | 12.º | 12.º | 12.º | 12.º | 14.º | 12.º | 12.º | 12.º | 14.º | 12.º | 11.º | 12.º | 13.º | 13.º | 13.º | 11.º | 13.º | 11.º | 10.º |
| Juventud Unida       | 17.º | 19.º | 17.º | 18.º | 20.º | 18.º | 17.º | 19.º | 20.º | 18.º | 18.º | 18.º | 18.º | 18.º | 18.º | 18.º | 18.º | 18.º | 18.º |
| Luján                | 09.º | 09.º | 10.º | 10.º | 11.º | 11.º | 11.º | 10.º | 09.º | 07.º | 05.º | 05.º | 05.º | 06.º | 05.º | 05.º | 06.º | 07.º | 06.º |
| Sacachispas          | 20.º | 17.º | 18.º | 19.º | 16.º | 16.º | 16.º | 16.º | 17.º | 16.º | 16.º | 14.º | 14.º | 15.º | 15.º | 14.º | 14.º | 16.º | 17.º |
| San Martín (B)       | 10.º | 11.º | 11.º | 11.º | 10.º | 10.º | 10.º | 11.º | 10.º | 11.º | 12.º | 13.º | 11.º | 12.º | 11.º | 12.º | 10.º | 12.º | 12.º |
| San Miguel           | 11.º | 08.º | 08.º | 08.º | 08.º | 09.º | 08.º | 08.º | 06.º | 08.º | 08.º | 08.º | 08.º | 07.º | 07.º | 07.º | 08.º | 08.º | 09.º |
| San Telmo            | 06.º | 03.º | 04.º | 02.º | 05.º | 03.º | 03.º | 01.º | 01.º | 01.º | 01.º | 01.º | 01.º | 01.º | 01.º | 01.º | 01.º | 01.º | 01.º |
| Talleres (RdE)       | 01.º | 01.º | 01.º | 01.º | 01.º | 01.º | 01.º | 02.º | 02.º | 02.º | 02.º | 04.º | 04.º | 04.º | 03.º | 02.º | 03.º | 03.º | 02.º |

## Tabla de promedios
| Pos  | Equipo                   | 12/13 | 13/14 | 2014 | 2015 | Total | PJ  | Promedio |
| ---- | ------------------------ | ----- | ----- | ---- | ---- | ----- | --- | -------- |
| 01.º | Deportivo Laferrere      | 67    | 58    | 28   | 63   | 216   | 132 | 1,636    |
| 02.º | San Telmo                | -     | 49    | 33   | 70   | 152   | 94  | 1,617    |
| 03.º | Talleres (RdE)           | 41    | 55    | 26   | 65   | 187   | 132 | 1,416    |
| 04.º | San Miguel               | -     | -     | -    | 53   | 53    | 38  | 1,394    |
| 05.º | Argentino de Quilmes     | -     | 57    | 21   | 53   | 131   | 94  | 1,393    |
| 06.º | Dock Sud                 | 44    | 46    | 35   | 58   | 183   | 132 | 1,386    |
| 07.º | Argentino de Merlo       | 49    | 55    | 26   | 50   | 180   | 132 | 1,363    |
| 08.º | Defensores Unidos        | 51    | 53    | 24   | 45   | 173   | 132 | 1,310    |
| 09.º | Sacachispas              | 63    | 47    | 18   | 43   | 171   | 132 | 1,295    |
| 10.º | Ferrocarril Midland      | 52    | 57    | 11   | 47   | 167   | 132 | 1,265    |
| 11.º | San Martín (B)           | -     | -     | -    | 48   | 48    | 38  | 1,263    |
| 12.º | Defensores de Cambaceres | 48    | 60    | 24   | 34   | 166   | 132 | 1,257    |
| 13.º | Cañuelas                 | -     | -     | -    | 47   | 47    | 38  | 1,236    |
| 14.º | Excursionistas           | 32    | 53    | 30   | 48   | 163   | 132 | 1,234    |
| 14.º | Luján                    | 42    | 48    | 16   | 57   | 163   | 132 | 1,234    |
| 16.º | Central Córdoba (R)      | -     | 39    | 14   | 60   | 113   | 94  | 1,202    |
| 17.º | Berazategui              | 51    | 35    | 11   | 54   | 151   | 132 | 1,143    |
| 18.º | J. J. de Urquiza         | 46    | 32    | 20   | 52   | 150   | 132 | 1,136    |
| 19.º | General Lamadrid         | 43    | 49    | 20   | 36   | 148   | 132 | 1,121    |
| 20.º | Juventud Unida           | -     | -     | 20   | 40   | 60    | 56  | 1,071    |

|  | Descendieron a la Primera D. |

## Resultados

### Primera rueda
| Berazategui         | 1 - 2 | J. J. de Urquiza         | Gildo Francisco Ghersinich       | 13 de febrero | 17:00 |
| San Miguel          | 2 - 1 | Defensores de Cambaceres | Malvinas Argentinas              | 13 de febrero | 17:00 |
| Argentino de Merlo  | 1 - 1 | Central Córdoba (R)      | Merlo                            | 13 de febrero | 20:30 |
| Defensores Unidos   | 0 - 1 | Ferrocarril Midland      | Municipal de Pilar               | 14 de febrero | 17:00 |
| Talleres (RdE)      | 0 - 2 | San Telmo                | Talleres de Remedios de Escalada | 14 de febrero | 17:00 |
| General Lamadrid    | 1 - 0 | Excursionistas           | Enrique Sexto                    | 14 de febrero | 17:00 |
| Cañuelas            | 1 - 0 | Juventud Unida           | José Alfredo Arín                | 15 de febrero | 17:00 |
| Luján               | 2 - 0 | Sacachispas              | Municipal de la Ciudad de Luján  | 15 de febrero | 17:00 |
| Deportivo Laferrere | 1 - 1 | Argentino de Quilmes     | José Luis Sánchez                | 16 de febrero | 17:00 |
| Dock Sud            | 1 - 4 | San Martín (B)           | De los Inmigrantes               | 17 de febrero | 17:00 |

| Central Córdoba (R)      | 0 - 0 | Defensores Unidos   | Gabino Sosa          | 20 de febrero | 20:00 |
| Dock Sud                 | 0 - 0 | Talleres (RdE)      | De los Inmigrantes   | 21 de febrero | 17:00 |
| Juventud Unida           | 1 - 2 | Berazategui         | Ciudad de San Miguel | 21 de febrero | 17:00 |
| Argentino de Quilmes     | 1 - 0 | San Miguel          | Argentino de Quilmes | 21 de febrero | 17:00 |
| J. J. de Urquiza         | 0 - 0 | San Telmo           | Ramón Roque Martín   | 21 de febrero | 17:00 |
| Defensores de Cambaceres | 0 - 4 | General Lamadrid    | Malvinas Argentinas  | 23 de febrero | 17:00 |
| San Martín (B)           | 0 - 0 | Deportivo Laferrere | Francisco Boga       | 24 de febrero | 17:00 |
| Ferrocarril Midland      | 0 - 0 | Luján               | Ciudad de Libertad   | 24 de febrero | 17:00 |
| Sacachispas              | 0 - 0 | Cañuelas            | Beto Larrosa         | 24 de febrero | 17:00 |
| Excursionistas           | 2 - 0 | Argentino de Merlo  | Excursionistas       | 29 de abril   | 15:30 |

| Argentino de Merlo  | 0 - 1 | Defensores de Cambaceres | Merlo                            | 27 de febrero | 21:00 |
| General Lamadrid    | 1 - 2 | Argentino de Quilmes     | Enrique Sexto                    | 28 de febrero | 17:00 |
| Talleres (RdE)      | 1 - 0 | J. J. de Urquiza         | Talleres de Remedios de Escalada | 28 de febrero | 17:00 |
| Defensores Unidos   | 1 - 2 | Excursionistas           | Municipal de Pilar               | 28 de febrero | 17:00 |
| Cañuelas            | 1 - 0 | Ferrocarril Midland      | José Alfredo Arín                | 1 de marzo    | 17:00 |
| Deportivo Laferrere | 2 - 2 | Dock Sud                 | José Luis Sánchez                | 2 de marzo    | 17:00 |
| San Miguel          | 3 - 2 | San Martín (B)           | Malvinas Argentinas              | 2 de marzo    | 17:00 |
| Luján               | 1 - 3 | Central Córdoba (R)      | Municipal de la Ciudad de Luján  | 2 de marzo    | 17:00 |
| Berazategui         | 3 - 1 | Sacachispas              | Gildo Francisco Ghersinich       | 3 de marzo    | 17:00 |
| San Telmo           | 2 - 1 | Juventud Unida           | Dr. Osvaldo Baletto              | 3 de marzo    | 17:00 |

| Deportivo Laferrere      | 0 - 0 | Talleres (RdE)     | El Coliseo de Mitre y Puccini | 5 de marzo | 17:00 |
| Excursionistas           | 2 - 1 | Luján              | Ramón Roque Martín            | 5 de marzo | 17:00 |
| Defensores de Cambaceres | 2 - 1 | Defensores Unidos  | Gildo Francisco Ghersinich    | 5 de marzo | 17:00 |
| Dock Sud                 | 2 - 1 | San Miguel         | De los Inmigrantes            | 6 de marzo | 17:00 |
| Juventud Unida           | 3 - 1 | J. J. de Urquiza   | Ciudad de San Miguel          | 6 de marzo | 17:00 |
| Sacachispas              | 1 - 0 | San Telmo          | Beto Larrosa                  | 7 de marzo | 17:00 |
| San Martín (B)           | 2 - 2 | General Lamadrid   | Francisco Boga                | 7 de marzo | 17:00 |
| Central Córdoba (R)      | 1 - 3 | Cañuelas           | Gabino Sosa                   | 8 de marzo | 17:00 |
| Ferrocarril Midland      | 0 - 0 | Berazategui        | Ciudad de Libertad            | 8 de marzo | 17:00 |
| Argentino de Quilmes     | 1 - 0 | Argentino de Merlo | Argentino de Quilmes          | 9 de marzo | 17:00 |

| Cañuelas           | 0 - 1 | Excursionistas           | José Alfredo Arín                | 13 de marzo | 16:00 |
| General Lamadrid   | 0 - 1 | Dock Sud                 | Enrique Sexto                    | 14 de marzo | 16:00 |
| San Telmo          | 1 - 0 | Ferrocarril Midland      | Dr. Osvaldo Baletto              | 14 de marzo | 16:00 |
| Argentino de Merlo | 0 - 0 | San Martín (B)           | Merlo                            | 15 de marzo | 16:00 |
| J. J. de Urquiza   | 1 - 0 | Sacachispas              | Ramón Roque Martín               | 16 de marzo | 16:00 |
| San Miguel         | 1 - 4 | Deportivo Laferrere      | Malvinas Argentinas              | 16 de marzo | 16:00 |
| Luján              | 1 - 0 | Defensores de Cambaceres | Municipal de la Ciudad de Luján  | 16 de marzo | 16:00 |
| Berazategui        | 3 - 1 | Central Córdoba (R)      | Gildo Francisco Ghersinich       | 17 de marzo | 15:00 |
| Talleres (RdE)     | 7 - 0 | Juventud Unida           | Talleres de Remedios de Escalada | 17 de marzo | 16:00 |
| Defensores Unidos  | 3 - 1 | Argentino de Quilmes     | Municipal de Pilar               | 17 de marzo | 16:30 |

| Deportivo Laferrere      | 1 - 2 | General Lamadrid   | El Coliseo de Mitre y Puccini | 19 de marzo | 16:00 |
| Argentino de Quilmes     | 0 - 0 | Luján              | Argentino de Quilmes          | 21 de marzo | 14:00 |
| Central Córdoba (R)      | 0 - 0 | San Telmo          | Gabino Sosa                   | 21 de marzo | 16:00 |
| Excursionistas           | 0 - 3 | Berazategui        | Ramón Roque Martín            | 22 de marzo | 11:00 |
| Sacachispas              | 1 - 0 | Juventud Unida     | Beto Larrosa                  | 22 de marzo | 16:00 |
| Dock Sud                 | 1 - 2 | Argentino de Merlo | De los Inmigrantes            | 23 de marzo | 14:00 |
| San Miguel               | 3 - 1 | Talleres (RdE)     | Malvinas Argentinas           | 23 de marzo | 16:00 |
| Ferrocarril Midland      | 1 - 2 | J. J. de Urquiza   | Ciudad de Libertad            | 23 de marzo | 16:00 |
| Defensores de Cambaceres | 1 - 0 | Cañuelas           | Argentino de Quilmes          | 24 de marzo | 16:00 |
| San Martín (B)           | 0 - 2 | Defensores Unidos  | Francisco Boga                | 24 de marzo | 16:00 |

| Talleres (RdE)     | 3 - 1 | Sacachispas              | Talleres de Remedios de Escalada | 27 de marzo | 16:00 |
| San Telmo          | 0 - 0 | Excursionistas           | Dr. Osvaldo Baletto              | 28 de marzo | 11:00 |
| Cañuelas           | 0 - 1 | Argentino de Quilmes     | José Alfredo Arín                | 28 de marzo | 11:00 |
| J. J. de Urquiza   | 1 - 2 | Central Córdoba (R)      | Ramón Roque Martín               | 28 de marzo | 12:00 |
| General Lamadrid   | 2 - 2 | San Miguel               | Enrique Sexto                    | 28 de marzo | 15:00 |
| Defensores Unidos  | 1 - 2 | Dock Sud                 | Municipal de Pilar               | 29 de marzo | 11:00 |
| Argentino de Merlo | 0 - 0 | Deportivo Laferrere      | Merlo                            | 30 de marzo | 14:00 |
| Berazategui        | 2 - 1 | Defensores de Cambaceres | Gildo Francisco Ghersinich       | 31 de marzo | 16:00 |
| Luján              | 0 - 1 | San Martín (B)           | Municipal de la Ciudad de Luján  | 31 de marzo | 16:00 |
| Juventud Unida     | 0 - 2 | Ferrocarril Midland      | Ciudad de San Miguel             | 31 de marzo | 16:00 |

| San Miguel               | 1 - 1 | Argentino de Merlo | Malvinas Argentinas        | 3 de abril | 13:00 |
| Argentino de Quilmes     | 2 - 0 | Berazategui        | Argentino de Quilmes       | 4 de abril | 12:00 |
| Central Córdoba (R)      | 2 - 0 | Juventud Unida     | Gabino Sosa                | 4 de abril | 15:00 |
| General Lamadrid         | 0 - 1 | Talleres (RdE)     | Enrique Sexto              | 4 de abril | 15:30 |
| Ferrocarril Midland      | 2 - 1 | Sacachispas        | Ciudad de Libertad         | 5 de abril | 11:00 |
| San Martín (B)           | 3 - 3 | Cañuelas           | Francisco Boga             | 6 de abril | 15:30 |
| Dock Sud                 | 2 - 0 | Luján              | De los Inmigrantes         | 6 de abril | 15:30 |
| Defensores de Cambaceres | 0 - 1 | San Telmo          | Gildo Francisco Ghersinich | 7 de abril | 15:30 |
| Excursionistas           | 0 - 2 | J. J. de Urquiza   | Municipal de Pilar         | 7 de abril | 15:30 |
| Deportivo Laferrere      | 2 - 1 | Defensores Unidos  | Claudio Chiqui Tapia       | 7 de abril | 15:30 |

| Berazategui        | 0 - 2 | San Martín (B)           | Gildo Francisco Ghersinich       | 10 de abril | 15:00 |
| Defensores Unidos  | 1 - 3 | San Miguel               | Municipal de Pilar               | 11 de abril | 11:00 |
| Talleres (RdE)     | 2 - 1 | Ferrocarril Midland      | Talleres de Remedios de Escalada | 11 de abril | 11:00 |
| San Telmo          | 0 - 0 | Argentino de Quilmes     | Dr. Osvaldo Baletto              | 12 de abril | 11:00 |
| J. J. de Urquiza   | 2 - 0 | Defensores de Cambaceres | Ramón Roque Martín               | 12 de abril | 11:00 |
| Argentino de Merlo | 2 - 0 | General Lamadrid         | Merlo                            | 12 de abril | 11:00 |
| Sacachispas        | 0 - 2 | Central Córdoba (R)      | Beto Larrosa                     | 12 de abril | 15:30 |
| Luján              | 2 - 3 | Deportivo Laferrere      | Municipal de la Ciudad de Luján  | 14 de abril | 15:00 |
| Juventud Unida     | 2 - 2 | Excursionistas           | Ciudad de San Miguel             | 14 de abril | 15:00 |
| Cañuelas           | 1 - 1 | Dock Sud                 | José Alfredo Arín                | 14 de abril | 15:20 |

| Argentino de Merlo       | 1 - 2 | Talleres (RdE)      | Merlo                | 18 de abril | 11:00 |
| San Miguel               | 0 - 2 | Luján               | Malvinas Argentinas  | 18 de abril | 11:00 |
| Defensores de Cambaceres | 0 - 0 | Juventud Unida      | 12 de Octubre        | 18 de abril | 12:00 |
| Central Córdoba (R)      | 4 - 0 | Ferrocarril Midland | Gabino Sosa          | 18 de abril | 15:00 |
| General Lamadrid         | 0 - 0 | Defensores Unidos   | Enrique Sexto        | 18 de abril | 15:30 |
| Argentino de Quilmes     | 5 - 2 | J. J. de Urquiza    | Argentino de Quilmes | 19 de abril | 11:00 |
| San Martín (B)           | 2 - 0 | San Telmo           | Francisco Boga       | 19 de abril | 13:00 |
| Dock Sud                 | 1 - 0 | Berazategui         | De los Inmigrantes   | 20 de abril | 15:00 |
| Deportivo Laferrere      | 2 - 1 | Cañuelas            | Don León Kolbovsky   | 21 de abril | 15:30 |
| Excursionistas           | 1 - 2 | Sacachispas         | Excursionistas       | 23 de abril | 15:30 |

| Talleres (RdE)      | 1 - 2 | Central Córdoba (R)      | Talleres de Remedios de Escalada | 24 de abril | 15:30 |
| J. J. de Urquiza    | 1 - 1 | San Martín (B)           | Ramón Roque Martín               | 25 de abril | 11:00 |
| Juventud Unida      | 1 - 1 | Argentino de Quilmes     | Ciudad de San Miguel             | 25 de abril | 11:00 |
| Luján               | 1 - 0 | General Lamadrid         | Municipal de la Ciudad de Luján  | 25 de abril | 15:30 |
| Ferrocarril Midland | 2 - 0 | Excursionistas           | Ciudad de Libertad               | 26 de abril | 11:00 |
| Berazategui         | 0 - 0 | Deportivo Laferrere      | Gildo Francisco Ghersinich       | 26 de abril | 11:00 |
| Defensores Unidos   | 0 - 1 | Argentino de Merlo       | Gigante de Villa Fox             | 26 de abril | 15:30 |
| Cañuelas            | 0 - 0 | San Miguel               | José Alfredo Arín                | 27 de abril | 15:30 |
| Sacachispas         | 2 - 1 | Defensores de Cambaceres | Beto Larrosa                     | 28 de abril | 15:30 |
| San Telmo           | 0 - 0 | Dock Sud                 | Talleres de Remedios de Escalada | 29 de abril | 15:00 |

| Defensores Unidos        | 2 - 0 | Talleres (RdE)      | Gigante de Villa Fox | 30 de abril | 15:30 |
| San Miguel               | 1 - 1 | Berazategui         | Malvinas Argentinas  | 2 de mayo   | 11:00 |
| Argentino de Quilmes     | 3 - 0 | Sacachispas         | Argentino de Quilmes | 3 de mayo   | 11:00 |
| San Martín (B)           | 1 - 2 | Juventud Unida      | Francisco Boga       | 4 de mayo   | 15:30 |
| Defensores de Cambaceres | 0 - 1 | Ferrocarril Midland | 12 de Octubre        | 4 de mayo   | 15:30 |
| Excursionistas           | 0 - 1 | Central Córdoba (R) | Excursionistas       | 4 de mayo   | 15:30 |
| General Lamadrid         | 1 - 1 | Cañuelas            | Enrique Sexto        | 4 de mayo   | 15:30 |
| Argentino de Merlo       | 1 - 1 | Luján               | Merlo                | 5 de mayo   | 15:00 |
| Dock Sud                 | 2 - 0 | J. J. de Urquiza    | De los Inmigrantes   | 5 de mayo   | 15:00 |
| Deportivo Laferrere      | 2 - 1 | San Telmo           | Municipal de Pilar   | 7 de mayo   | 15:30 |

| Ferrocarril Midland | 1 - 2 | Argentino de Quilmes     | Ciudad de Libertad               | 10 de mayo | 11:00 |
| Talleres (RdE)      | 3 - 0 | Excursionistas           | Talleres de Remedios de Escalada | 10 de mayo | 11:00 |
| Juventud Unida      | 1 - 0 | Dock Sud                 | Ciudad de San Miguel             | 10 de mayo | 11:00 |
| Luján               | 1 - 3 | Defensores Unidos        | Municipal de la Ciudad de Luján  | 10 de mayo | 12:00 |
| Central Córdoba (R) | 1 - 1 | Defensores de Cambaceres | Gabino Sosa                      | 10 de mayo | 15:30 |
| San Telmo           | 2 - 0 | San Miguel               | Dr. Osvaldo Baletto              | 11 de mayo | 15:00 |
| Cañuelas            | 0 - 1 | Argentino de Merlo       | José Alfredo Arín                | 11 de mayo | 15:00 |
| Berazategui         | 1 - 0 | General Lamadrid         | Gildo Francisco Ghersinich       | 12 de mayo | 15:00 |
| J. J. de Urquiza    | 1 - 1 | Deportivo Laferrere      | Ramón Roque Martín               | 12 de mayo | 15:00 |
| Sacachispas         | 0 - 0 | San Martín (B)           | Beto Larrosa                     | 9 de julio | 15:30 |

| Argentino de Merlo       | 0 - 1 | Berazategui         | Merlo                           | 21 de mayo  | 15:00 |
| Luján                    | 2 - 2 | Talleres (RdE)      | Municipal de la Ciudad de Luján | 21 de mayo  | 15:00 |
| Defensores de Cambaceres | 0 - 1 | Excursionistas      | 12 de Octubre                   | 21 de mayo  | 15:00 |
| Dock Sud                 | 2 - 0 | Sacachispas         | De los Inmigrantes              | 21 de mayo  | 15:00 |
| Argentino de Quilmes     | 3 - 3 | Central Córdoba (R) | Argentino de Quilmes            | 23 de mayo  | 11:00 |
| General Lamadrid         | 0 - 3 | San Telmo           | Enrique Sexto                   | 23 de mayo  | 15:30 |
| San Martín (B)           | 1 - 0 | Ferrocarril Midland | Francisco Boga                  | 10 de junio | 15:00 |
| Defensores Unidos        | 3 - 0 | Cañuelas            | Gigante de Villa Fox            | 10 de junio | 15:00 |
| Deportivo Laferrere      | 1 - 0 | Juventud Unida      | Claudio Chiqui Tapia            | 10 de junio | 15:00 |
| San Miguel               | 3 - 2 | J. J. de Urquiza    | Malvinas Argentinas             | 24 de junio | 15:00 |

| Talleres (RdE)      | 4 - 1 | Defensores de Cambaceres | Talleres de Remedios de Escalada | 30 de mayo | 11:00 |
| Cañuelas            | 2 - 1 | Luján                    | José Alfredo Arín                | 30 de mayo | 11:00 |
| Excursionistas      | 0 - 0 | Argentino de Quilmes     | Excursionistas                   | 30 de mayo | 11:00 |
| Juventud Unida      | 1 - 0 | San Miguel               | Ciudad de San Miguel             | 30 de mayo | 11:00 |
| San Telmo           | 1 - 0 | Argentino de Merlo       | Dr. Osvaldo Baletto              | 31 de mayo | 11:00 |
| Central Córdoba (R) | 2 - 1 | San Martín (B)           | Gabino Sosa                      | 31 de mayo | 15:30 |
| Ferrocarril Midland | 0 - 1 | Dock Sud                 | Ciudad de Libertad               | 1 de junio | 15:00 |
| Sacachispas         | 0 - 2 | Deportivo Laferrere      | Beto Larrosa                     | 1 de junio | 15:30 |
| Berazategui         | 2 - 1 | Defensores Unidos        | Gildo Francisco Ghersinich       | 2 de junio | 15:00 |
| J. J. de Urquiza    | 0 - 0 | General Lamadrid         | Ramón Roque Martín               | 2 de junio | 15:00 |

| San Martín (B)       | 2 - 0 | Excursionistas           | Francisco Boga                  | 5 de junio | 13:00 |
| Luján                | 1 - 1 | Berazategui              | Municipal de la Ciudad de Luján | 6 de junio | 11:00 |
| Argentino de Merlo   | 2 - 1 | J. J. de Urquiza         | Merlo                           | 6 de junio | 11:00 |
| Argentino de Quilmes | 1 - 1 | Defensores de Cambaceres | Argentino de Quilmes            | 6 de junio | 11:00 |
| Dock Sud             | 0 - 0 | Central Córdoba (R)      | De los Inmigrantes              | 6 de junio | 11:00 |
| Cañuelas             | 0 - 3 | Talleres (RdE)           | José Alfredo Arín               | 6 de junio | 11:30 |
| General Lamadrid     | 0 - 0 | Juventud Unida           | Enrique Sexto                   | 6 de junio | 15:30 |
| Defensores Unidos    | 0 - 1 | San Telmo                | Gigante de Villa Fox            | 7 de junio | 12:00 |
| Deportivo Laferrere  | 0 - 0 | Ferrocarril Midland      | Claudio Chiqui Tapia            | 7 de junio | 15:30 |
| San Miguel           | 3 - 0 | Sacachispas              | Malvinas Argentinas             | 9 de junio | 15:00 |

| Defensores de Cambaceres | 2 - 0 | San Martín (B)       | 12 de Octubre                    | 13 de junio | 11:00 |
| Juventud Unida           | 1 - 2 | Argentino de Merlo   | Ciudad de San Miguel             | 13 de junio | 11:00 |
| Ferrocarril Midland      | 3 - 0 | San Miguel           | Ciudad de Libertad               | 13 de junio | 11:00 |
| Central Córdoba (R)      | 1 - 1 | Deportivo Laferrere  | Gabino Sosa                      | 13 de junio | 12:00 |
| Talleres (RdE)           | 3 - 1 | Argentino de Quilmes | Talleres de Remedios de Escalada | 13 de junio | 15:00 |
| Excursionistas           | 1 - 3 | Dock Sud             | Excursionistas                   | 13 de junio | 15:30 |
| J. J. de Urquiza         | 2 - 0 | Defensores Unidos    | Ramón Roque Martín               | 14 de junio | 11:00 |
| San Telmo                | 0 - 0 | Luján                | Dr. Osvaldo Baletto              | 14 de junio | 11:00 |
| Sacachispas              | 1 - 1 | General Lamadrid     | Beto Larrosa                     | 14 de junio | 15:30 |
| Berazategui              | 1 - 0 | Cañuelas             | Gildo Francisco Ghersinich       | 15 de junio | 15:00 |

| Luján               | 2 - 0 | J. J. de Urquiza         | Municipal de la Ciudad de Luján | 17 de junio | 15:00 |
| Defensores Unidos   | 0 - 0 | Juventud Unida           | Gigante de Villa Fox            | 17 de junio | 15:00 |
| Argentino de Merlo  | 4 - 3 | Sacachispas              | Merlo                           | 17 de junio | 15:00 |
| Dock Sud            | 2 - 1 | Defensores de Cambaceres | De los Inmigrantes              | 17 de junio | 15:00 |
| San Martín (B)      | 1 - 3 | Argentino de Quilmes     | Francisco Boga                  | 17 de junio | 15:20 |
| Deportivo Laferrere | 0 - 0 | Excursionistas           | Claudio Chiqui Tapia            | 17 de junio | 15:30 |
| General Lamadrid    | 0 - 0 | Ferrocarril Midland      | Enrique Sexto                   | 17 de junio | 15:30 |
| Berazategui         | 1 - 1 | Talleres (RdE)           | Gildo Francisco Ghersinich      | 18 de junio | 15:00 |
| San Miguel          | 0 - 0 | Central Córdoba (R)      | Malvinas Argentinas             | 18 de junio | 15:00 |
| Cañuelas            | 3 - 1 | San Telmo                | José Alfredo Arín               | 18 de junio | 15:00 |

| Argentino de Quilmes     | 2 - 2 | Dock Sud            | Argentino de Quilmes             | 20 de junio | 12:00 |
| Excursionistas           | 2 - 3 | San Miguel          | Excursionistas                   | 21 de junio | 11:00 |
| J. J. de Urquiza         | 2 - 1 | Cañuelas            | Ramón Roque Martín               | 21 de junio | 11:00 |
| Juventud Unida           | 0 - 2 | Luján               | Ciudad de San Miguel             | 21 de junio | 11:00 |
| Central Córdoba (R)      | 1 - 0 | General Lamadrid    | Gabino Sosa                      | 21 de junio | 11:00 |
| San Telmo                | 2 - 0 | Berazategui         | Dr. Osvaldo Baletto              | 21 de junio | 15:00 |
| Defensores de Cambaceres | 0 - 0 | Deportivo Laferrere | 12 de Octubre                    | 22 de junio | 14:00 |
| Ferrocarril Midland      | 0 - 0 | Argentino de Merlo  | Ciudad de Libertad               | 22 de junio | 15:00 |
| Sacachispas              | 3 - 1 | Defensores Unidos   | Beto Larrosa                     | 22 de junio | 15:30 |
| Talleres (RdE)           | 3 - 0 | San Martín (B)      | Talleres de Remedios de Escalada | 22 de junio | 17:30 |

| 1. 2. 3. |

### Segunda rueda
| Sacachispas              | 1 - 2 | Luján               | Beto Larrosa         | 26 de junio | 15:30 |
| Argentino de Quilmes     | 1 - 1 | Deportivo Laferrere | Argentino de Quilmes | 27 de junio | 11:00 |
| Ferrocarril Midland      | 1 - 3 | Defensores Unidos   | Ciudad de Libertad   | 27 de junio | 11:00 |
| Juventud Unida           | 1 - 0 | Cañuelas            | Ciudad de San Miguel | 27 de junio | 12:00 |
| Central Córdoba (R)      | 1 - 1 | Argentino de Merlo  | Gabino Sosa          | 27 de junio | 15:30 |
| Defensores de Cambaceres | 1 - 0 | San Miguel          | 12 de Octubre        | 29 de junio | 15:00 |
| J. J. de Urquiza         | 0 - 1 | Berazategui         | Ramón Roque Martín   | 29 de junio | 15:00 |
| Excursionistas           | 1 - 1 | General Lamadrid    | Excursionistas       | 29 de junio | 15:30 |
| San Telmo                | 1 - 1 | Talleres (RdE)      | Dr. Osvaldo Baletto  | 28 de junio | 15:00 |
| San Martín (B)           | 4 - 2 | Dock Sud            | Francisco Boga       | 28 de junio | 15:00 |

| San Miguel          | 2 - 1 | Argentino de Quilmes     | Malvinas Argentinas              | 3 de julio | 15:00 |
| Luján               | 1 - 1 | Ferrocarril Midland      | Municipal de la Ciudad de Luján  | 3 de julio | 15:00 |
| Cañuelas            | 1 - 2 | Sacachispas              | José Alfredo Arín                | 3 de julio | 15:00 |
| General Lamadrid    | 2 - 1 | Defensores de Cambaceres | Enrique Sexto                    | 3 de julio | 15:30 |
| Argentino de Merlo  | 0 - 1 | Excursionistas           | Merlo                            | 3 de julio | 17:00 |
| San Telmo           | 1 - 0 | J. J. de Urquiza         | Dr. Osvaldo Baletto              | 4 de julio | 11:00 |
| Talleres (RdE)      | 2 - 1 | Dock Sud                 | Talleres de Remedios de Escalada | 4 de julio | 14:45 |
| Defensores Unidos   | 2 - 0 | Central Córdoba (R)      | Gigante de Villa Fox             | 5 de julio | 15:00 |
| Deportivo Laferrere | 2 - 1 | San Martín (B)           | José Luis Sánchez                | 6 de julio | 15:00 |
| Berazategui         | 2 - 1 | Juventud Unida           | Gildo Francisco Ghersinich       | 7 de julio | 15:00 |

| Juventud Unida           | 2 - 0 | San Telmo           | Ciudad de San Miguel | 11 de julio | 11:00 |
| Argentino de Quilmes     | 1 - 2 | General Lamadrid    | Argentino de Quilmes | 11 de julio | 13:00 |
| Central Córdoba (R)      | 1 - 0 | Luján               | Gabino Sosa          | 11 de julio | 15:30 |
| Sacachispas              | 2 - 2 | Berazategui         | Beto Larrosa         | 13 de julio | 15:00 |
| Defensores de Cambaceres | 1 - 1 | Argentino de Merlo  | 12 de Octubre        | 13 de julio | 15:00 |
| J. J. de Urquiza         | 1 - 1 | Talleres (RdE)      | Ramón Roque Martín   | 13 de julio | 15:00 |
| San Martín (B)           | 2 - 3 | San Miguel          | Francisco Boga       | 13 de julio | 15:00 |
| Excursionistas           | 1 - 0 | Defensores Unidos   | Excursionistas       | 13 de julio | 15:30 |
| Ferrocarril Midland      | 1 - 1 | Cañuelas            | Ciudad de Libertad   | 14 de julio | 15:00 |
| Dock Sud                 | 1 - 1 | Deportivo Laferrere | Municipal de Pilar   | 14 de julio | 15:00 |

| San Telmo          | 2 - 1 | Sacachispas              | Dr. Osvaldo Baletto              | 17 de julio | 15:00 |
| Argentino de Merlo | 2 - 0 | Argentino de Quilmes     | Merlo                            | 17 de julio | 17:00 |
| Luján              | 2 - 1 | Excursionistas           | Municipal de la Ciudad de Luján  | 18 de julio | 11:00 |
| General Lamadrid   | 0 - 2 | San Martín (B)           | Enrique Sexto                    | 18 de julio | 15:30 |
| J. J. de Urquiza   | 0 - 0 | Juventud Unida           | Ramón Roque Martín               | 19 de julio | 11:00 |
| San Miguel         | 3 - 1 | Dock Sud                 | Malvinas Argentinas              | 19 de julio | 11:00 |
| Cañuelas           | 2 - 1 | Central Córdoba (R)      | José Alfredo Arín                | 19 de julio | 13:00 |
| Talleres (RdE)     | 1 - 3 | Deportivo Laferrere      | Talleres de Remedios de Escalada | 19 de julio | 14:00 |
| Defensores Unidos  | 1 - 1 | Defensores de Cambaceres | Gigante de Villa Fox             | 20 de julio | 15:00 |
| Berazategui        | 1 - 1 | Ferrocarril Midland      | Centenario                       | 21 de julio | 15:00 |

| Deportivo Laferrere      | 2 - 0 | San Miguel         | José Luis Sánchez    | 24 de julio | 15:00 |
| Ferrocarril Midland      | 3 - 0 | San Telmo          | Ciudad de Libertad   | 24 de julio | 15:00 |
| Juventud Unida           | 0 - 2 | Talleres (RdE)     | Ciudad de San Miguel | 25 de julio | 11:00 |
| San Martín (B)           | 3 - 3 | Argentino de Merlo | Francisco Boga       | 25 de julio | 11:00 |
| Argentino de Quilmes     | 3 - 0 | Defensores Unidos  | Argentino de Quilmes | 25 de julio | 12:00 |
| Central Córdoba (R)      | 3 - 0 | Berazategui        | Gabino Sosa          | 25 de julio | 15:30 |
| Dock Sud                 | 1 - 0 | General Lamadrid   | De los Inmigrantes   | 26 de julio | 13:00 |
| Sacachispas              | 1 - 0 | J. J. de Urquiza   | Beto Larrosa         | 26 de julio | 15:00 |
| Excursionistas           | 3 - 1 | Cañuelas           | Excursionistas       | 26 de julio | 15:00 |
| Defensores de Cambaceres | 1 - 0 | Luján              | 12 de Octubre        | 27 de julio | 15:00 |

| San Telmo          | 2 - 1 | Central Córdoba (R)      | Dr. Osvaldo Baletto              | 1 de agosto | 11:00 |
| Cañuelas           | 1 - 0 | Defensores de Cambaceres | José Alfredo Arín                | 1 de agosto | 12:00 |
| Defensores Unidos  | 0 - 1 | San Martín (B)           | Gigante de Villa Fox             | 1 de agosto | 12:00 |
| General Lamadrid   | 0 - 1 | Deportivo Laferrere      | Enrique Sexto                    | 1 de agosto | 15:30 |
| Argentino de Merlo | 2 - 0 | Dock Sud                 | Merlo                            | 2 de agosto | 11:00 |
| Luján              | 0 - 1 | Argentino de Quilmes     | Municipal de la Ciudad de Luján  | 4 de agosto | 15:00 |
| Talleres (RdE)     | 1 - 1 | San Miguel               | Talleres de Remedios de Escalada | 4 de agosto | 15:00 |
| Berazategui        | 0 - 0 | Excursionistas           | Gildo Francisco Ghersinich       | 4 de agosto | 15:00 |
| Juventud Unida     | 2 - 2 | Sacachispas              | Ciudad de San Miguel             | 4 de agosto | 15:00 |
| J. J. de Urquiza   | 2 - 1 | Ferrocarril Midland      | Ramón Roque Martín               | 4 de agosto | 15:00 |

| Excursionistas           | 0 - 2 | San Telmo          | Excursionistas      | 14 de agosto | 15:30 |
| San Miguel               | 2 - 0 | General Lamadrid   | Malvinas Argentinas | 15 de agosto | 11:00 |
| Sacachispas              | 2 - 0 | Talleres (RdE)     | Beto Larrosa        | 15 de agosto | 15:00 |
| Central Córdoba (R)      | 0 - 0 | J. J. de Urquiza   | Gabino Sosa         | 15 de agosto | 15:30 |
| San Martín (B)           | 0 - 1 | Luján              | Francisco Boga      | 16 de agosto | 15:00 |
| Dock Sud                 | 3 - 0 | Defensores Unidos  | De los Inmigrantes  | 17 de agosto | 11:00 |
| Defensores de Cambaceres | 1 - 1 | Berazategui        | 12 de Octubre       | 17 de agosto | 15:00 |
| Deportivo Laferrere      | 1 - 1 | Argentino de Merlo | José Luis Sánchez   | 18 de agosto | 15:00 |
| Ferrocarril Midland      | 0 - 0 | Juventud Unida     | Ciudad de Libertad  | 18 de agosto | 15:00 |
| Argentino de Quilmes     | 1 - 2 | Cañuelas           | 12 de Octubre       | 18 de agosto | 15:00 |

| Talleres (RdE)     | 0 - 1 | General Lamadrid         | Talleres de Remedios de Escalada | 21 de agosto | 15:00 |
| J. J. de Urquiza   | 1 - 1 | Excursionistas           | Ramón Roque Martín               | 21 de agosto | 15:00 |
| Cañuelas           | 1 - 1 | San Martín (B)           | José Alfredo Arín                | 22 de agosto | 15:00 |
| Defensores Unidos  | 2 - 1 | Deportivo Laferrere      | Gigante de Villa Fox             | 22 de agosto | 15:00 |
| San Telmo          | 2 - 1 | Defensores de Cambaceres | Dr. Osvaldo Baletto              | 23 de agosto | 13:00 |
| Juventud Unida     | 0 - 1 | Central Córdoba (R)      | Ciudad de San Miguel             | 23 de agosto | 13:00 |
| Luján              | 1 - 0 | Dock Sud                 | Municipal de la Ciudad de Luján  | 23 de agosto | 15:00 |
| Sacachispas        | 0 - 0 | Ferrocarril Midland      | Beto Larrosa                     | 23 de agosto | 15:00 |
| Argentino de Merlo | 1 - 2 | San Miguel               | Merlo                            | 25 de agosto | 15:00 |
| Berazategui        | 1 - 0 | Argentino de Quilmes     | Gildo Francisco Ghersinich       | 25 de agosto | 15:00 |

| Ferrocarril Midland      | 2 - 3 | Talleres (RdE)     | Ciudad de Libertad   | 28 de agosto    | 15:00 |
| Dock Sud                 | 0 - 3 | Cañuelas           | De los Inmigrantes   | 28 de agosto    | 15:00 |
| Argentino de Quilmes     | 1 - 1 | San Telmo          | Argentino de Quilmes | 29 de agosto    | 11:00 |
| Excursionistas           | 3 - 1 | Juventud Unida     | Excursionistas       | 29 de agosto    | 15:30 |
| San Miguel               | 2 - 2 | Defensores Unidos  | Malvinas Argentinas  | 30 de agosto    | 11:00 |
| Central Córdoba (R)      | 1 - 0 | Sacachispas        | Gabino Sosa          | 30 de agosto    | 15:30 |
| General Lamadrid         | 2 - 1 | Argentino de Merlo | Enrique Sexto        | 30 de agosto    | 15:30 |
| Deportivo Laferrere      | 0 - 2 | Luján              | José Luis Sánchez    | 31 de octubre   | 15:00 |
| Defensores de Cambaceres | 0 - 0 | J. J. de Urquiza   | 12 de Octubre        | 31 de octubre   | 15:00 |
| San Martín (B)           | 2 - 0 | Berazategui        | Francisco Boga       | 1 de septiembre | 15:00 |

| Talleres (RdE)      | 1 - 2 | Argentino de Merlo       | Talleres de Remedios de Escalada  | 5 de septiembre | 13:00 |
| Sacachispas         | 0 - 0 | Excursionistas           | Beto Larrosa                      | 5 de septiembre | 15:00 |
| Defensores Unidos   | 0 - 0 | General Lamadrid         | Gigante de Villa Fox              | 5 de septiembre | 15:00 |
| Cañuelas            | 1 - 1 | Deportivo Laferrere      | José Alfredo Arín                 | 6 de septiembre | 12:00 |
| San Telmo           | 1 - 0 | San Martín (B)           | Dr. Osvaldo Baletto               | 6 de septiembre | 14:00 |
| Luján               | 2 - 1 | San Miguel               | Municipal de la Ciudad de Luján   | 7 de septiembre | 15:00 |
| Berazategui         | 0 - 2 | Dock Sud                 | Centenario Dr. José Luis Meiszner | 7 de septiembre | 15:00 |
| J. J. de Urquiza    | 2 - 1 | Argentino de Quilmes     | Ramón Roque Martín                | 7 de septiembre | 15:00 |
| Ferrocarril Midland | 0 - 0 | Central Córdoba (R)      | Ciudad de Libertad                | 7 de septiembre | 15:00 |
| Juventud Unida      | 2 - 0 | Defensores de Cambaceres | Ciudad de San Miguel              | 7 de septiembre | 15:00 |

| San Miguel               | 1 - 2 | Cañuelas            | Malvinas Argentinas  | 11 de septiembre | 15:00 |
| Excursionistas           | 1 - 3 | Ferrocarril Midland | Excursionistas       | 11 de septiembre | 15:30 |
| Central Córdoba (R)      | 1 - 1 | Talleres (RdE)      | Gabino Sosa          | 12 de septiembre | 15:30 |
| General Lamadrid         | 0 - 1 | Luján               | Enrique Sexto        | 12 de septiembre | 15:30 |
| San Martín (B)           | 0 - 1 | J. J. de Urquiza    | Francisco Boga       | 13 de septiembre | 11:00 |
| Defensores de Cambaceres | 0 - 2 | Sacachispas         | 12 de Octubre        | 15 de septiembre | 15:00 |
| Argentino de Quilmes     | 0 - 2 | Juventud Unida      | Argentino de Quilmes | 15 de septiembre | 15:00 |
| Dock Sud                 | 1 - 2 | San Telmo           | República de Italia  | 15 de septiembre | 15:00 |
| Argentino de Merlo       | 1 - 2 | Defensores Unidos   | Merlo                | 15 de septiembre | 15:30 |
| Deportivo Laferrere      | 3 - 1 | Berazategui         | José Luis Sánchez    | 16 de septiembre | 14:00 |

| San Telmo           | 1 - 1 | Deportivo Laferrere      | Dr. Osvaldo Baletto              | 19 de septiembre | 11:00 |
| Juventud Unida      | 0 - 0 | San Martín (B)           | Ciudad de San Miguel             | 19 de septiembre | 11:00 |
| Central Córdoba (R) | 4 - 1 | Excursionistas           | Gabino Sosa                      | 19 de septiembre | 15:30 |
| J. J. de Urquiza    | 1 - 1 | Dock Sud                 | Ramón Roque Martín               | 20 de septiembre | 11:00 |
| Cañuelas            | 2 - 1 | General Lamadrid         | José Alfredo Arín                | 20 de septiembre | 12:00 |
| Sacachispas         | 2 - 1 | Argentino de Quilmes     | Beto Larrosa                     | 20 de septiembre | 12:00 |
| Luján               | 4 - 0 | Argentino de Merlo       | Municipal de la Ciudad de Luján  | 21 de septiembre | 15:00 |
| Berazategui         | 1 - 1 | San Miguel               | De los Inmigrantes               | 21 de septiembre | 15:00 |
| Talleres (RdE)      | 1 - 3 | Defensores Unidos        | Talleres de Remedios de Escalada | 21 de septiembre | 18:00 |
| Ferrocarril Midland | 1 - 2 | Defensores de Cambaceres | Ciudad de Libertad               | 22 de septiembre | 14:00 |

| Deportivo Laferrere      | 1 - 0 | J. J. de Urquiza    | José Luis Sánchez    | 25 de septiembre | 15:00 |
| Excursionistas           | 1 - 1 | Talleres (RdE)      | Excursionistas       | 26 de septiembre | 15:30 |
| Defensores Unidos        | 1 - 1 | Luján               | Gigante de Villa Fox | 26 de septiembre | 15:30 |
| San Martín (B)           | 0 - 0 | Sacachispas         | Francisco Boga       | 27 de septiembre | 11:00 |
| Dock Sud                 | 1 - 0 | Juventud Unida      | De los Inmigrantes   | 27 de septiembre | 12:30 |
| Argentino de Merlo       | 0 - 2 | Cañuelas            | Merlo                | 28 de septiembre | 15:00 |
| Defensores de Cambaceres | 0 - 2 | Central Córdoba (R) | 12 de Octubre        | 28 de septiembre | 15:00 |
| Argentino de Quilmes     | 1 - 1 | Ferrocarril Midland | Argentino de Quilmes | 29 de septiembre | 15:00 |
| General Lamadrid         | 1 - 1 | Berazategui         | Enrique Sexto        | 29 de septiembre | 15:15 |
| San Miguel               | 2 - 2 | San Telmo           | Malvinas Argentinas  | 29 de septiembre | 15:15 |

| Sacachispas         | 0 - 2 | Dock Sud                 | Beto Larrosa                     | 2 de octubre | 15:00 |
| J. J. de Urquiza    | 0 - 1 | San Miguel               | Ramón Roque Martín               | 3 de octubre | 11:00 |
| Juventud Unida      | 0 - 0 | Deportivo Laferrere      | Ciudad de San Miguel             | 3 de octubre | 11:00 |
| Excursionistas      | 2 - 1 | Defensores de Cambaceres | Excursionistas                   | 3 de octubre | 15:30 |
| Central Córdoba (R) | 0 - 0 | Argentino de Quilmes     | Gabino Sosa                      | 3 de octubre | 15:30 |
| San Telmo           | 4 - 0 | General Lamadrid         | Dr. Osvaldo Baletto              | 4 de octubre | 14:00 |
| Talleres (RdE)      | 4 - 0 | Luján                    | Talleres de Remedios de Escalada | 4 de octubre | 15:30 |
| Cañuelas            | 3 - 2 | Defensores Unidos        | José Alfredo Arín                | 5 de octubre | 15:00 |
| Ferrocarril Midland | 1 - 1 | San Martín (B)           | Ciudad de Libertad               | 6 de octubre | 15:00 |
| Berazategui         | 1 - 2 | Argentino de Merlo       | De los Inmigrantes               | 6 de octubre | 15:00 |

| Luján                    | 4 - 1 | Cañuelas            | Municipal de la Ciudad de Luján | 10 de octubre | 11:00 |
| General Lamadrid         | 1 - 3 | J. J. de Urquiza    | Enrique Sexto                   | 10 de octubre | 15:30 |
| Defensores Unidos        | 0 - 0 | Berazategui         | Gigante de Villa Fox            | 10 de octubre | 15:30 |
| Argentino de Merlo       | 0 - 0 | San Telmo           | Merlo                           | 11 de octubre | 11:00 |
| Dock Sud                 | 0 - 1 | Ferrocarril Midland | De los Inmigrantes              | 11 de octubre | 15:30 |
| San Miguel               | 2 - 1 | Juventud Unida      | Malvinas Argentinas             | 12 de octubre | 11:00 |
| Defensores de Cambaceres | 0 - 1 | Talleres (RdE)      | 12 de Octubre                   | 12 de octubre | 11:00 |
| Argentino de Quilmes     | 3 - 1 | Excursionistas      | Argentino de Quilmes            | 12 de octubre | 12:00 |
| Deportivo Laferrere      | 1 - 1 | Sacachispas         | José Luis Sánchez               | 12 de octubre | 15:30 |
| San Martín (B)           | 2 - 0 | Central Córdoba (R) | Francisco Boga                  | 13 de octubre | 15:00 |

| San Telmo                | 0 - 0 | Defensores Unidos    | Dr. Osvaldo Baletto              | 17 de octubre | 13:00 |
| Sacachispas              | 3 - 0 | San Miguel           | Beto Larrosa                     | 17 de octubre | 15:00 |
| Central Córdoba (R)      | 2 - 2 | Dock Sud             | Gabino Sosa                      | 17 de octubre | 15:30 |
| J. J. de Urquiza         | 3 - 2 | Argentino de Merlo   | Ramón Roque Martín               | 19 de octubre | 15:00 |
| Excursionistas           | 1 - 0 | San Martín (B)       | Excursionistas                   | 19 de octubre | 15:30 |
| Talleres (RdE)           | 2 - 0 | Cañuelas             | Talleres de Remedios de Escalada | 19 de octubre | 17:00 |
| Berazategui              | 0 - 0 | Luján                | De los Inmigrantes               | 20 de octubre | 15:00 |
| Ferrocarril Midland      | 0 - 1 | Deportivo Laferrere  | Ciudad de Libertad               | 20 de octubre | 15:00 |
| Defensores de Cambaceres | 1 - 1 | Argentino de Quilmes | 12 de Octubre                    | 20 de octubre | 15:00 |
| Juventud Unida           | 3 - 0 | General Lamadrid     | Ciudad de San Miguel             | 20 de octubre | 15:05 |

| San Miguel           | 2 - 2 | Ferrocarril Midland      | Malvinas Argentinas             | 30 de octubre  | 15:00 |
| Argentino de Quilmes | 0 - 1 | Talleres (RdE)           | Argentino de Quilmes            | 31 de octubre  | 11:00 |
| General Lamadrid     | 0 - 0 | Sacachispas              | Enrique Sexto                   | 31 de octubre  | 15:30 |
| Dock Sud             | 2 - 0 | Excursionistas           | De los Inmigrantes              | 1 de noviembre | 12:00 |
| Luján                | 2 - 3 | San Telmo                | Municipal de la Ciudad de Luján | 2 de noviembre | 15:00 |
| San Martín (B)       | 4 - 2 | Defensores de Cambaceres | Francisco Boga                  | 2 de noviembre | 15:00 |
| Argentino de Merlo   | 3 - 0 | Juventud Unida           | Merlo                           | 2 de noviembre | 15:00 |
| Cañuelas             | 0 - 1 | Berazategui              | José Alfredo Arín               | 2 de noviembre | 15:00 |
| Defensores Unidos    | 1 - 0 | J. J. de Urquiza         | Gigante de Villa Fox            | 2 de noviembre | 15:10 |
| Deportivo Laferrere  | 1 - 0 | Central Córdoba (R)      | José Luis Sánchez               | 3 de noviembre | 15:00 |

| Talleres (RdE)           | 1 - 1 | Berazategui         | Talleres de Remedios de Escalada | 7 de noviembre | 12:00 |
| Excursionistas           | 1 - 0 | Deportivo Laferrere | Excursionistas                   | 7 de noviembre | 12:00 |
| San Telmo                | 1 - 0 | Cañuelas            | Dr. Osvaldo Baletto              | 7 de noviembre | 12:00 |
| Central Córdoba (R)      | 2 - 2 | San Miguel          | Gabino Sosa                      | 7 de noviembre | 12:00 |
| Sacachispas              | 1 - 4 | Argentino de Merlo  | Beto Larrosa                     | 7 de noviembre | 15:00 |
| Argentino de Quilmes     | 2 - 1 | San Martín (B)      | Argentino de Quilmes             | 8 de noviembre | 11:00 |
| Defensores de Cambaceres | 2 - 0 | Dock Sud            | 12 de Octubre                    | 9 de noviembre | 15:00 |
| J. J. de Urquiza         | 2 - 0 | Luján               | Ramón Roque Martín               | 9 de noviembre | 15:00 |
| Ferrocarril Midland      | 2 - 0 | General Lamadrid    | Ciudad de Libertad               | 9 de noviembre | 15:10 |
| Juventud Unida           | 2 - 0 | Defensores Unidos   | Ciudad de San Miguel             | 9 de noviembre | 15:30 |

| San Miguel          | 1 - 2 | Excursionistas           | Malvinas Argentinas             | 13 de noviembre | 17:00 |
| Dock Sud            | 1 - 1 | Argentino de Quilmes     | De los Inmigrantes              | 14 de noviembre | 17:00 |
| General Lamadrid    | 2 - 1 | Central Córdoba (R)      | Enrique Sexto                   | 14 de noviembre | 17:00 |
| Cañuelas            | 1 - 2 | J. J. de Urquiza         | José Alfredo Arín               | 14 de noviembre | 17:00 |
| Luján               | 3 - 1 | Juventud Unida           | Municipal de la Ciudad de Luján | 14 de noviembre | 17:00 |
| Defensores Unidos   | 1 - 0 | Sacachispas              | Gigante de Villa Fox            | 15 de noviembre | 17:00 |
| San Martín (B)      | 1 - 1 | Talleres (RdE)           | Francisco Boga                  | 15 de noviembre | 17:00 |
| Berazategui         | 2 - 2 | San Telmo                | Gildo Francisco Ghersinich      | 15 de noviembre | 17:00 |
| Deportivo Laferrere | 0 - 0 | Defensores de Cambaceres | José Luis Sánchez               | 16 de noviembre | 17:00 |
| Argentino de Merlo  | 0 - 1 | Ferrocarril Midland      | Ramón Roque Martín              | 18 de noviembre | 17:00 |

| 1. 2. 3. 4. 5. 6. 7. 8. |

## Torneo reducido por el segundo ascenso
Los equipos ubicados del 2.° al 5.° lugar de la tabla final de posiciones participarán del reducido. El mismo consiste en un torneo por eliminación directa que inicia enfrentándose en semifinales, a partidos de ida y vuelta, cuyos ganadores pasarán a la final. El equipo que haya finalizado el torneo regular mejor posicionado que su adversario cerrará la serie como local. El que resulte ganador del minitorneo obtendrá el segundo ascenso y jugará la temporada entrante en la Primera B.

### Cuadro de desarrollo
|  | Semifinales             | Semifinales          | Semifinales          |   |                | Final              | Final              | Final              |  |
|  | 24 y 30 de noviembre    | 24 y 30 de noviembre | 24 y 30 de noviembre |   |                | 4 y 8 de diciembre | 4 y 8 de diciembre | 4 y 8 de diciembre |  |
|  |                         |                      |                      |   |                |                    |                    |                    |  |
|  |                         |                      |                      |   |                |                    |                    |                    |  |
|  | Talleres (RdE)          | 0                    | 2                    |   |                |                    |                    |                    |  |
|  | Talleres (RdE)          | 0                    | 2                    |   |                |                    |                    |                    |  |
|  | Dock Sud                | 0                    | 0                    |   |                |                    |                    |                    |  |
|  | Dock Sud                | 0                    | 0                    |   | Talleres (RdE) | 1                  | 0                  |                    |  |
|  |                         |                      |                      |   | Talleres (RdE) | 1                  | 0                  |                    |  |
|  |                         |                      | Central Córdoba (R)  | 0 | 0              |                    |                    |                    |  |
|  | Deportivo Laferrere     | 1                    | Central Córdoba (R)  | 0 | 0              | 0(3)               |                    |                    |  |
|  | Deportivo Laferrere     | 1                    |                      |   |                | 0(3)               |                    |                    |  |
|  | Central Córdoba (R) (p) | 0                    | 1(5)                 |   |                |                    |                    |                    |  |
|  | Central Córdoba (R) (p) | 0                    | 1(5)                 |   |                |                    |                    |                    |  |
|  |                         |                      |                      |   |                |                    |                    |                    |  |

### Semifinales
| 24 de noviembre, 17:00 | Dock Sud | 0:0     | Talleres (RdE) | Estadio De los Inmigrantes, Dock Sud                              |                                                                   |
|                        |          | Reporte |                | Asistencia: 2700 espectadores Árbitro(s): Gonzalo López Aldazábal | Asistencia: 2700 espectadores Árbitro(s): Gonzalo López Aldazábal |

| 30 de noviembre, 17:00 | Talleres (RdE)              | 2:0 (0:0) | Dock Sud | Estadio Talleres (RdE), Remedios de Escalada            |                                                         |
|                        | M. Giménez 53' · Arce 90+5' | Reporte   |          | Asistencia: 3030 espectadores Árbitro(s): Pablo Giménez | Asistencia: 3030 espectadores Árbitro(s): Pablo Giménez |

| 24 de noviembre, 17:00 | Central Córdoba (R) | 0:1 (0:1) | Deportivo Laferrere | Estadio Gabino Sosa, Rosario                          |                                                       |
|                        |                     | Reporte   | 39' Fernández       | Asistencia: 2000 espectadores Árbitro(s): Yamil Possi | Asistencia: 2000 espectadores Árbitro(s): Yamil Possi |

| 30 de noviembre, 17:00 | Deportivo Laferrere                      | 0:1 (0:0) (3:5 p.)         | Central Córdoba (R)                          | Estadio José Luis Sánchez, Laferrere                       |                                                            |
|                        |                                          | Reporte                    | 83' Amilivia                                 | Asistencia: 2000 espectadores Árbitro(s): Américo Monsalvo | Asistencia: 2000 espectadores Árbitro(s): Américo Monsalvo |
|                        |                                          | Tiros desde el punto penal |                                              |                                                            |                                                            |
|                        | Moreno · G. Fernández · S. Pérez · Madeo |                            | Leguizamón · Zaen · Piccardo · Moya · Resler |                                                            |                                                            |

### Final
| 4 de diciembre, 20:05 | Central Córdoba (R) | 0:1 (0:0) | Talleres (RdE) | Estadio Gabino Sosa, Rosario                             |                                                          |
|                       |                     | Reporte   | 49' M. Giménez | Asistencia: 6500 espectadores Árbitro(s): Carlos Stoklas | Asistencia: 6500 espectadores Árbitro(s): Carlos Stoklas |

| 8 de diciembre, 17:05 | Talleres (RdE) | 0:0 | Central Córdoba (R) | Estadio Talleres (RdE), Remedios de Escalada |  |
|                       |                |     |                     | Árbitro(s): Lucas Di Bastiano                |  |

## Goleadores
| Pos. | Jugador              | Jugador                 | Goles | Equipo               |
| ---- | -------------------- | ----------------------- | ----- | -------------------- |
| 1°   | Bandera de Argentina | Gastón Corado           | 24    | Talleres (RdE)       |
| 1°   | Bandera de Argentina | Luciano Pons            | 24    | San Miguel           |
| 2°   | Bandera de Argentina | Alcides Miranda Moreira | 20    | Dock Sud             |
| 3°   | Bandera de Argentina | Sergio Marclay          | 17    | Argentino de Quilmes |
| 4°   | Bandera de Argentina | Martín Ávalos           | 14    | Argentino de Merlo   |
| 4°   | Bandera de Argentina | Fernando Resler         | 14    | Central Córdoba (R)  |

Fuente: Solo Ascenso - Goleadores